# Albuna polybiaformis
Albuna polybiaformis is een vlinder uit de familie wespvlinders (Sesiidae), onderfamilie Sesiinae.
Albuna polybiaformis is voor het eerst wetenschappelijk beschreven door Eichlin in 1989. De soort komt voor in het Neotropisch gebied.